# خانه‌ای در خیابان چهل و یکم
خانه‌ای در خیابان چهل و یکم فیلمی به کارگردانی حمیدرضا قربانی، نویسندگی آزیتا ایرایی و تهیه‌کننده سید محمود رضوی محصول سال ۱۳۹۴ است.
این فیلم برای حضور در بخش نگاه نو سی و چهارمین دوره جشنواره فیلم فجر انتخاب شده است. همچنین این فیلم در تاریخ ۲۲ دی ۱۳۹۵ در سینماهای ایران اکران شده است.

## خلاصه داستان
خانه‌ای در خیابان چهل و یکم، داستان دعوای دو برادر است که باعث قتل یکی از آنها می‌شود. این آغاز بحران است چون برادر قاتل می‌گریزد اما مادر، راضی‌اش می‌کند که خود را به دست قانون بسپارد. مادر این خانواده و دو عروسش که در سه طبقه یک خانه زندگی می‌کنند، سعی دارند هر کدام به تنهایی بار مشکلات پیش آمده در زندگی را به دوش بکشند و در این مسیر، ماجراهایی رخ می‌دهد که طی فیلم روایت می‌شود.

## بازیگران
| بازیگر        | نقش   |
| ------------- | ----- |
| مهناز افشار   | فروغ  |
| سارا بهرامی   | حمیده |
| سهیلا رضوی    | شکوه  |
| علی مصفا      | محسن  |
| آرش مجیدی     | فرهاد |
| علیرضا کمالی  | مرتضی |
| مانی رحمانی   | سعید  |
| مانیا علیجانی | صنم   |